# Rencontre

Escut de Vilanova d'Escornalbou: D'argent, un rencontre de bou de sable

Un rencontre és una figura heràldica consistent en el cap d'un animal posat de cara i sense que mostri el coll, ja que per norma en heràldica un cap d'animal sempre mira cap a la destra (és a dir, l'esquerra del qui mira l'escut) i ensenya el coll. Se n'exceptua el cap del lleopard, que sempre es representa de cara, i el rostre humà.
El mot és l'adaptació del terme heràldic francès rencontre, de significat idèntic.

Escut amb un cap de lleopard de gules
D'atzur, un rencontre de cérvol d'or
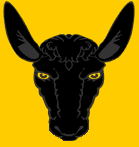
D'or, un rencontre d'ase de sable
D'atzur, un rencontre d'ant d'argent
De sinople, un rencontre de moltó d'argent
Partit de sinople i de gules; ressaltant sobre la partició, un rencontre de llop d'argent; al cap, de sable, tres flors de lis d'argent en faixa
De gules, un rencontre de linx d'or
Escut de Moldàvia, amb un rencontre de bou d'or